# ペニスバンド

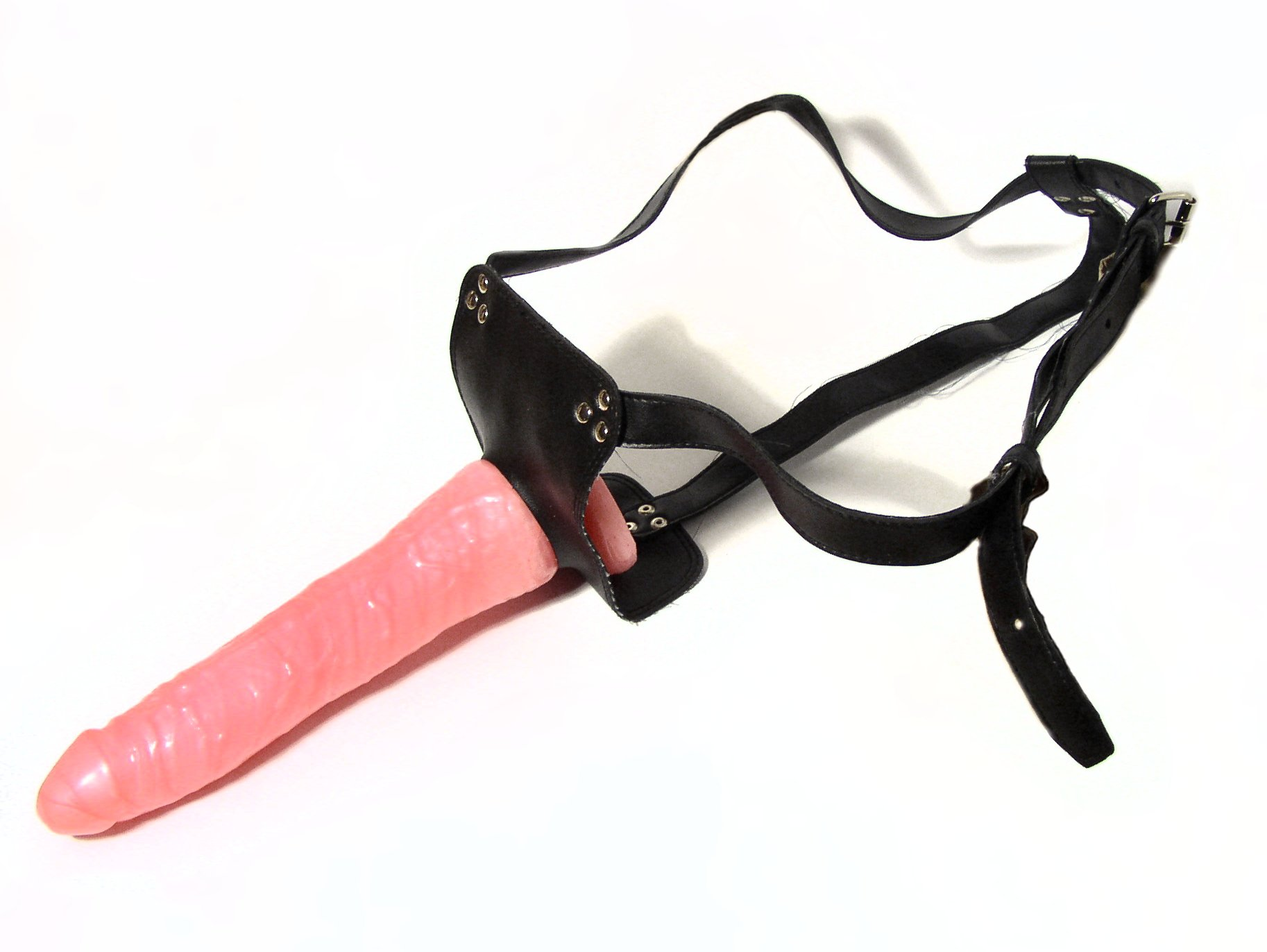
一般的なペニスバンド

ペニスバンドは、ディルドにバンドを付け腰に固定できるようにした性具。通称、ペニバン。海外ではStrap-on dildo、Dildo Harnessなどとも呼ばれる。

## 概説

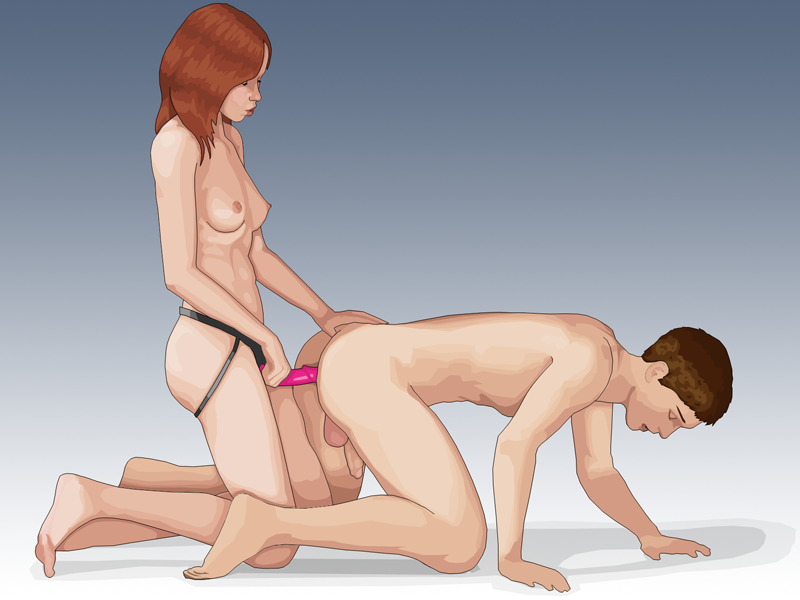
女性がペニスバンドを装着して男性に逆アナルを行う場合（Pegging）

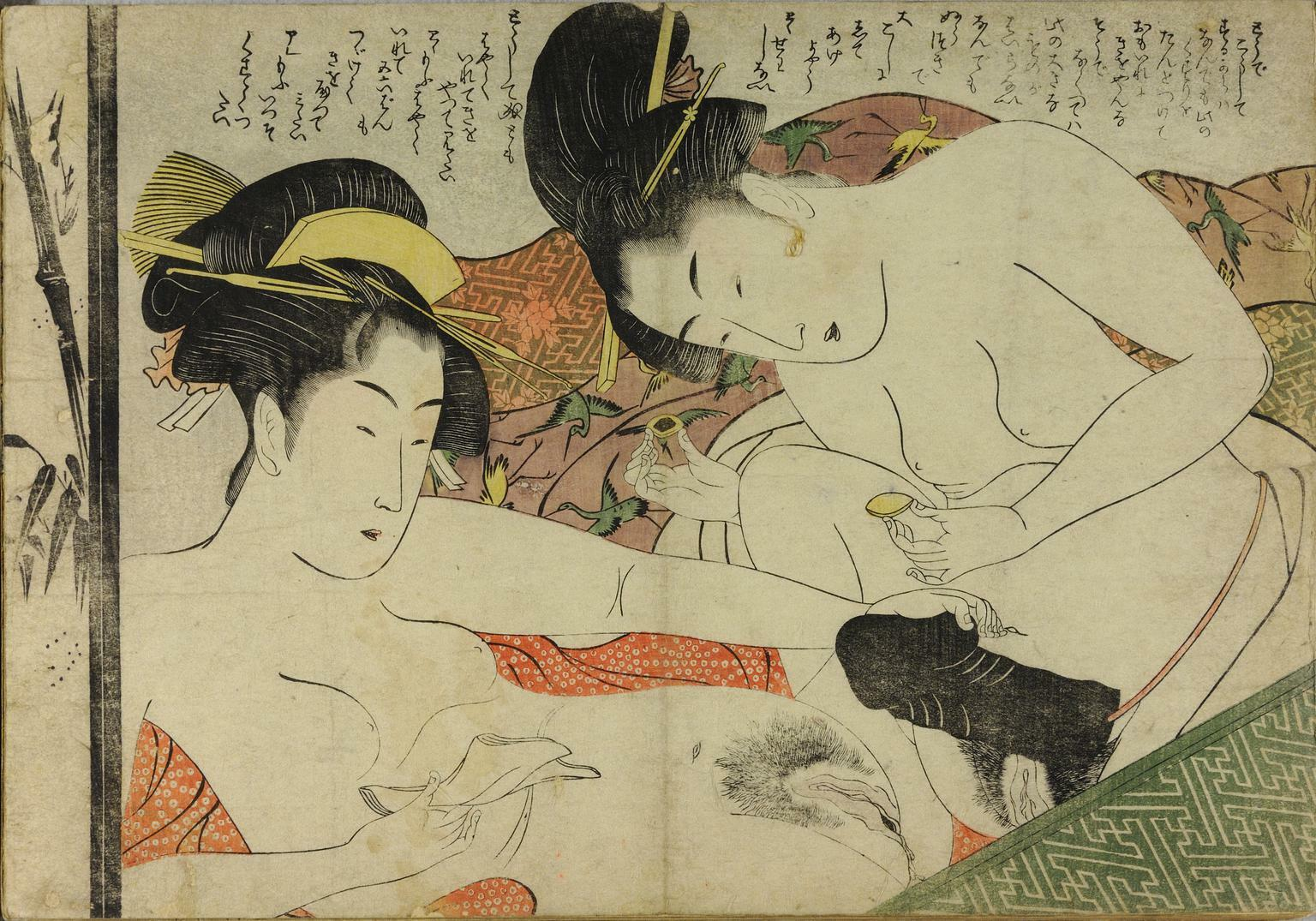
春画に描かれたペニスバンド（張形）

もともと勃起不全の男性の性行為補助具として紹介・販売されており、初期のものはディルドそのものが中空で中に本人のペニスを挿入して使用するものが多かった。また海外製のディルドには末端に吸盤が付いていて浴室の壁に固定できるものがあり、ディルドを固定するという発想・欲求は自然発生的に存在していた。
SMプレイやフェムドムにおいては、ミストレス（Miistress、女王様に相当）がペニスの代わりとして装着し、肛門や女性の性器に挿入することにより（なお男性に対しアナルセックスを行う事を、俗に「逆アナル」と呼ぶ）、倒錯的な性的快感を得ることを目的とする。
また、BDSMを伴わないレズプレイに用いられることもある。日本ではアダルトゲームのミンクの作品『美しき獲物たちの学園』などにも登場する。

## 種類

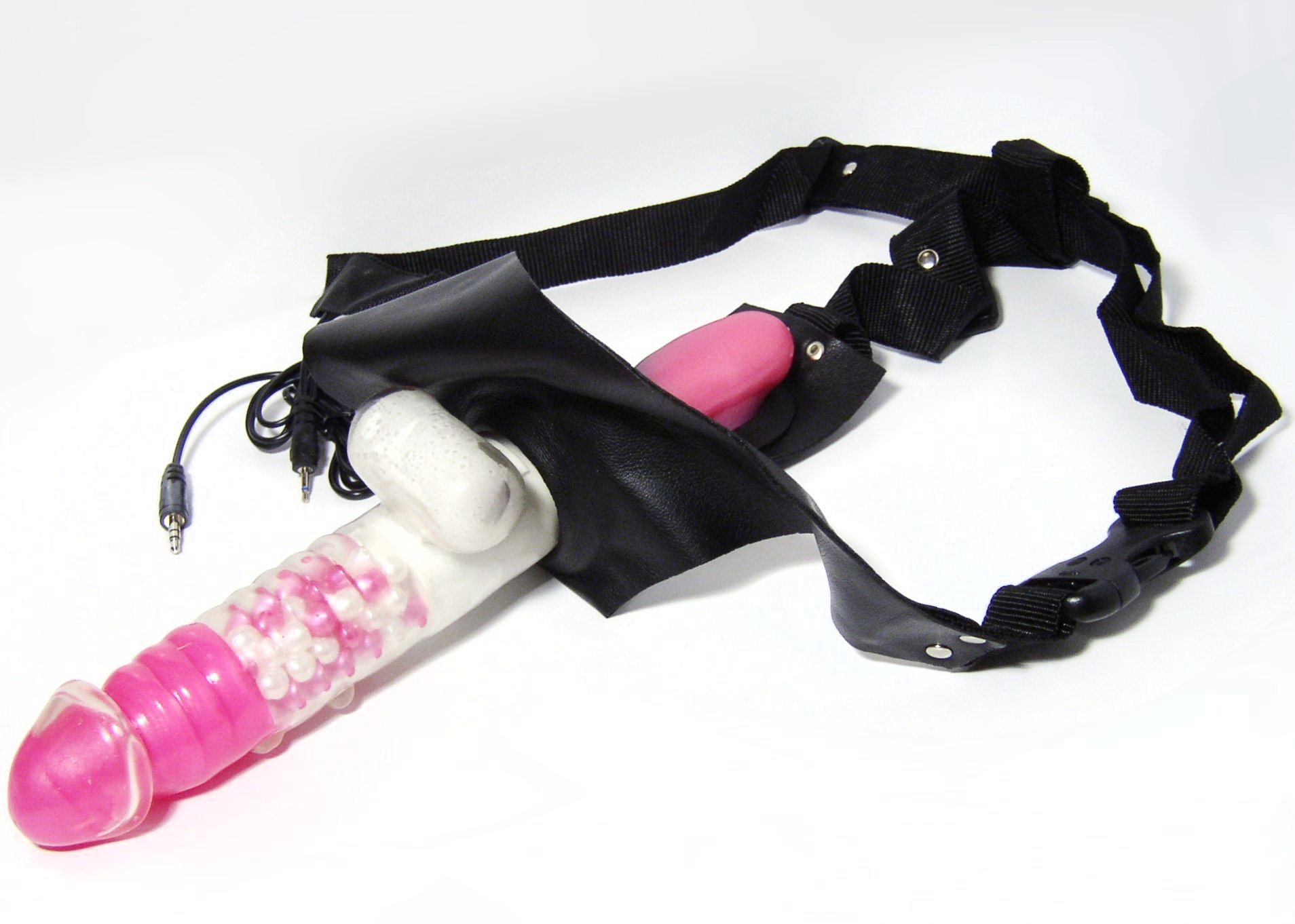
電動式ペニスバンド

通常サイズのディルドを身体に固定するものが一般的である。日本では法的規制によりあまりリアルなディルドは販売できないが、海外製では実物からかたどったと思わせる陰嚢付き製品も存在している。体に固定するバンドはTバックやコルセットのような形をしている。おおまかに分けてバンドが一体化しているものと、バンドに固定具があり、市販もしくは専用のディルドなどを固定できるものがある。
ディルドの固定方法にも種類があり、プラグ式とリング式、クリップ式などがある。相手に挿入するためのディルドだけでなく、装着者本人のヴァギナや肛門に挿入可能なディルド（プラグ）を装着できる製品もあり、同時に挿入者も快感を得ることができる工夫がされている。前述の非一体化式のバンドであれば、サイズの合うバイブレータを装着することも可能である。また、バイブレーター機能がついた一体化式ペニスバンドも存在している。
股間に装着するタイプが一般的であるが、変わったところでは短めのバンドを持ち太腿などにつけて抱き合ったままプレイが可能なペニスバンド、相手の胸に装着して騎乗位で挿入を見せつけるペニスバンド、顎に装着してオーラルセックスと同時に挿入感を楽しむことのできるラバー製のペニスバンド（形状はマスクに近い）も存在する。